# Clover (Wisconsin)
Clover è un comune degli Stati Uniti, situato in Wisconsin, nella Contea di Bayfield.